# Compsoptesis klossi
Compsoptesis klossi là một loài ruồi trong họ Tachinidae.